# La Teja (Granada)
La Teja es una localidad y pedanía española perteneciente al municipio de Cortes de Baza, en la provincia de Granada, comunidad autónoma de Andalucía. Está situada en la parte nororiental de la comarca de Baza. Cerca de esta localidad se encuentran los núcleos de Carramaiza, Las Cucharetas, Campocámara, La Ermita y Los Laneros.

## Demografía
Según el Instituto Nacional de Estadística de España, en el año 2023 La Teja contaba con 56 habitantes censados.